# Rusia la Concursul Muzical Eurovision Junior 2008
Rusia, în 2008, la Concursul Muzical Eurovision Junior, a fost reprezentată de Mihail Puntov, obținând locul 7 cu 73 puncte. 

## Selecția Națională
Selecția Națională a avut 20 de melodii, dintre care numai una a câștigat.

### Rezultate
| Loc | Artist                  | Cântec                        | Procent |
| --- | ----------------------- | ----------------------------- | ------- |
| 1   | Michael Puntov          | Fereshte yokly                | 10,81   |
| 2   | Kinder Surprise         | Ey, va mektep!                | 7,38    |
| 3   | Maria Kovylova          | Fereshteler                   | 7,21    |
| 4   | Macht Bajorų            | Yalgyz filtn jyry             | 6,93    |
| 5   | David Kazarian          | Koyashka shatlanyyk           | 6,39    |
| 6   | Ilya Altukhov           | Tukta, mashina                | 6,37    |
| 7   | Andrew Chobidko         | Min resem yasyym              | 5,88    |
| 8   | Olesya Polishchuk       | Sipkellәr                     | 5,86    |
| 9   | Catherine Sergunina     | Minh belen Rock and roll bate | 5,77    |
| 10  | Duslar                  | Minh jirem                    | 5,71    |
| 11  | Anastasia Gavrinina     | Chech tolymnary               | 5,64    |
| 12  | Anastasia Schenina      | Kөnyak jil                    | 5,51    |
| 13  | Snejana Horol           | (Isemsez)                     | 4,46    |
| 14  | Veiko                   | Veiko-a                       | 3,41    |
| 15  | Robinson                | Koyash                        | 3,21    |
| 16  | Domisolka               | Alchechek-gөlchechek          | 2,70    |
| 17  | Alexei Vasiliev         | Superhero                     | 2,57    |
| 18  | Ivan Goroznik           | Miha Sambo bate               | 2,07    |
| 19  | Lisa һәm Dasha Lemeshev | Dey eni                       | 1,17    |
| 20  | Plus hem minus          | Matematick                    | 1,04    |